# Freedom (Sugababes)
Freedom è un brano musicale del gruppo britannico Sugababes.
Si tratta del ventottesimo e ultimo singolo della carriera del gruppo e avrebbe dovuto essere il primo estratto dall'imminente ottavo album del gruppo mai pubblicato. Alla stesura di questo brano hanno partecipato tutte e tre le componenti della nuova formazione, si tratta dell'unica volta in cui questo è successo dopo l'uscita di Keisha Buchanan nel 2009.
Dalla data iniziale del 5 settembre per la pubblicazione, si sono susseguiti una lunga serie di rinvii, fino a giungere al 25 settembre come data definitiva, e, dal 15 agosto, è stata resa disponibile su iTunes, una prevendita per avere automaticamente il singolo il giorno della pubblicazione.
A quattro giorni dall'uscita, è stata annunciata la decisione di rendere la canzone un singolo unicamente promozionale, disponibile unicamente nel suolo britannico a download completamente gratuito.

## Critica
La reazione dei critici musicali è stata perlopiù positiva: il sito musicale britannico That Grape Juice ha scritto "the song is a winner", ed altre critiche positive sono giunte da siti di critica musicale quali Chart Rigger, che ha scritto "un totale successo che fa suonare gli ultimi 5 singoli delle The Saturdays come carta stagnola in un frullatore" e da Heatworld e Idolator, dicendo rispettivamente "è veramente pretty bloody good" e "Non sappiamo se è l'effetto whip-crack in sottofondo, i sintetizzatori scarabocchiati o le attuali tre componenti che finalmente suonano come un gruppo coeso a farci appassionare. Qualunque sia la causa, ci piace ciò che sentiamo."
Alcune critiche miste sono provenute, invece, da The Sonic Reverie, che ha pubblicato "In sé, la traccia è meravigliosa, però la pubblicazione sotto il marchio Sugababes porta immediatamente il pubblico a compararla con il catalogo precedente del gruppo, e facendolo la canzone perde un po' del proprio merito", e, più negativo, con 3 stelle su 5, Pop Dust il quale scrive "Freedom è più simile ad un quinto arbitrario singolo pubblicato da un album, abbastanza solido per riempire il tempo fino alla prossima grande hit. Non è ancora abbastanza per un ritorno, lasciamo stare per un successo o un'invasione."

## Video
Diretto da Sean De Sparengo, ha debuttato sul canale di YouTube ufficiale della band il 10 agosto 2011, con abiti disegnati da Shane Peacock & Falguni, già ingaggiati in passato da artisti come Lady GaGa e i Black Eyed Peas.
Nel video le tre componenti, in un club dalle luci soffuse, si scambiano effusioni con i presenti e ballano a ritmo della canzone.
Dai critici, al riguardo, sono giunte aspre recensioni, quali "il video sembra costruito per portare a qualcosa, per poi regalare solo vari livelli di niente da That Grape Juice, "il livello di monotonia è alto" da Sounds Blog, "è un vano tentativo di creare qualcosa di originale" da Rnb Junk e "Mi sono dovuto auto-costringere a vederlo fino alla fine per quanto è dannatamente noioso" da parte di RandomjPop.

## Tracce
Digital Download
1. Freedom - 3:23
2. Freedom (Kris De Angelis 'Back To '95' Remix) - 6:33

CD Singolo
1. Freedom - 3:23
2. Killa on the Run (Feat. Bruno Mars) - 3:14
3. Standing in the Way of Control - 2:54
4. Freedom (Friends Electric Remix) - 4:44

## Pubblicazione
| Paese       | Data              | Formato           |
| ----------- | ----------------- | ----------------- |
| Regno Unito | 25 settembre 2011 | Download gratuito |